# فرودگاه کولوسوک
فرودگاه کولوسوک  (به انگلیسی: Kulusuk Airport) (به زبان بومی: Mittarfik Kulusuk) یک فرودگاه همگانی با کد یاتا KUS است که یک باند فرود شن دارد و طول باند آن ۱۱۹۹ متر است. این فرودگاه در کشور گرینلند قرار دارد .

## نگارخانه

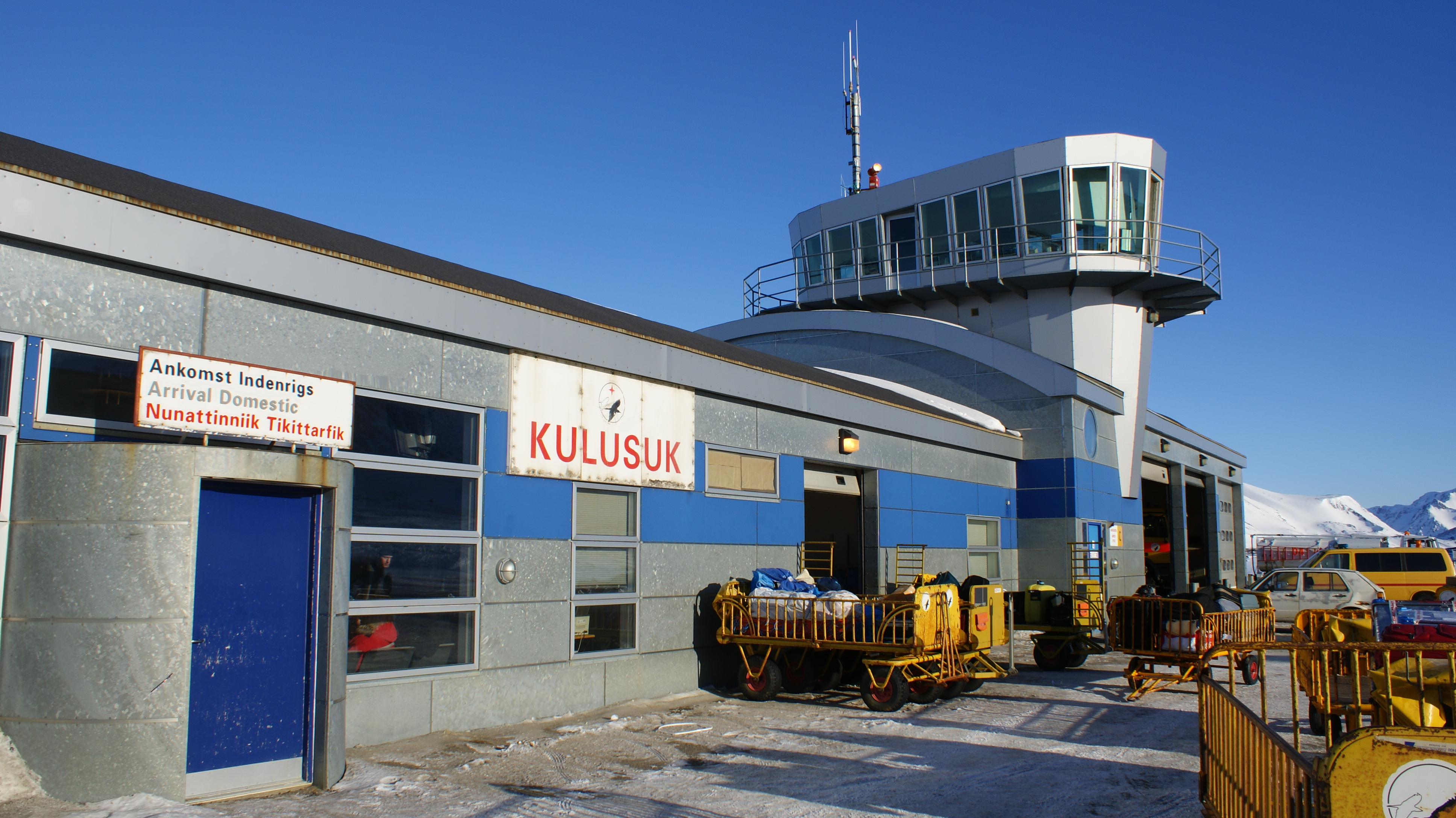
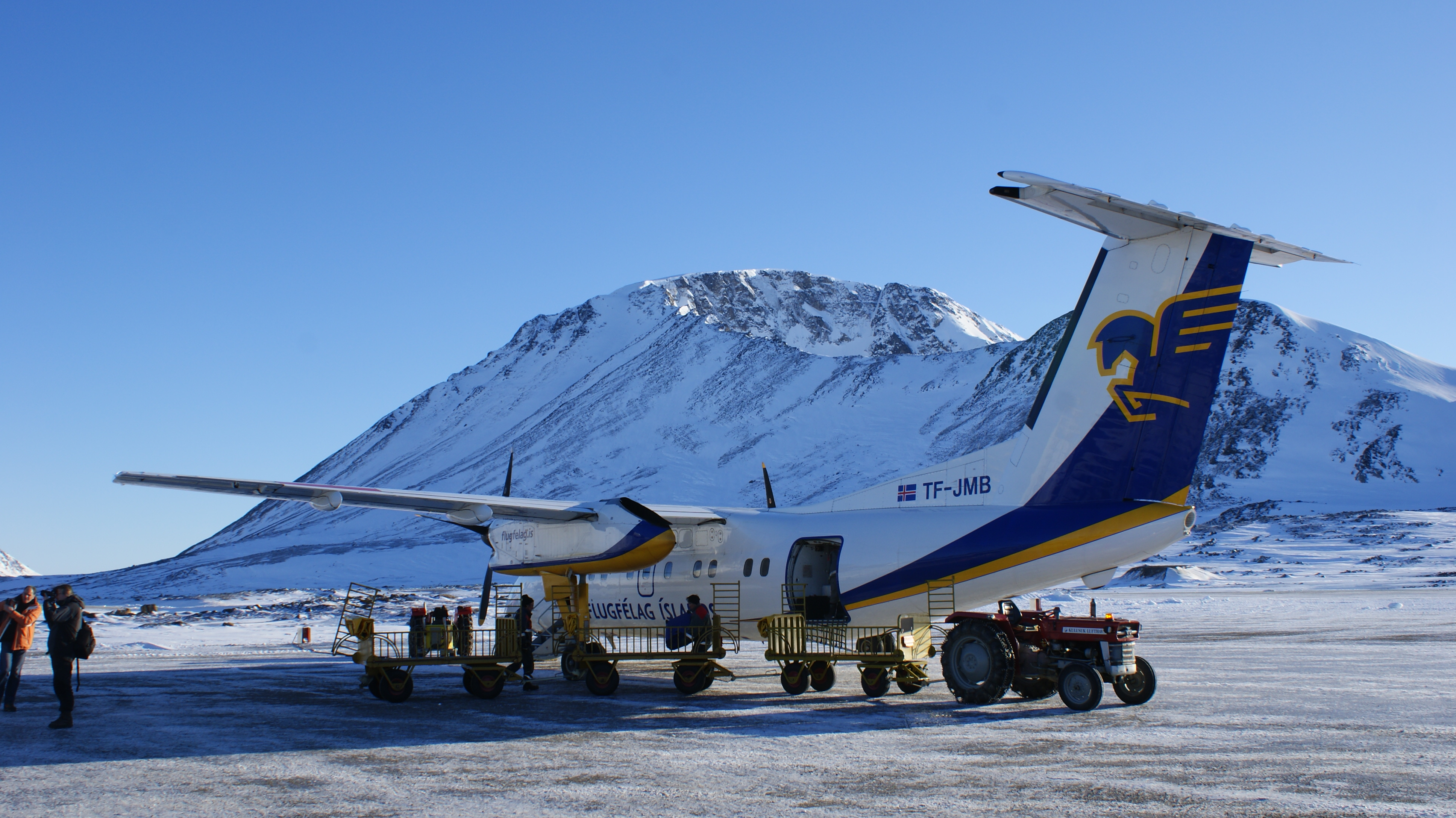
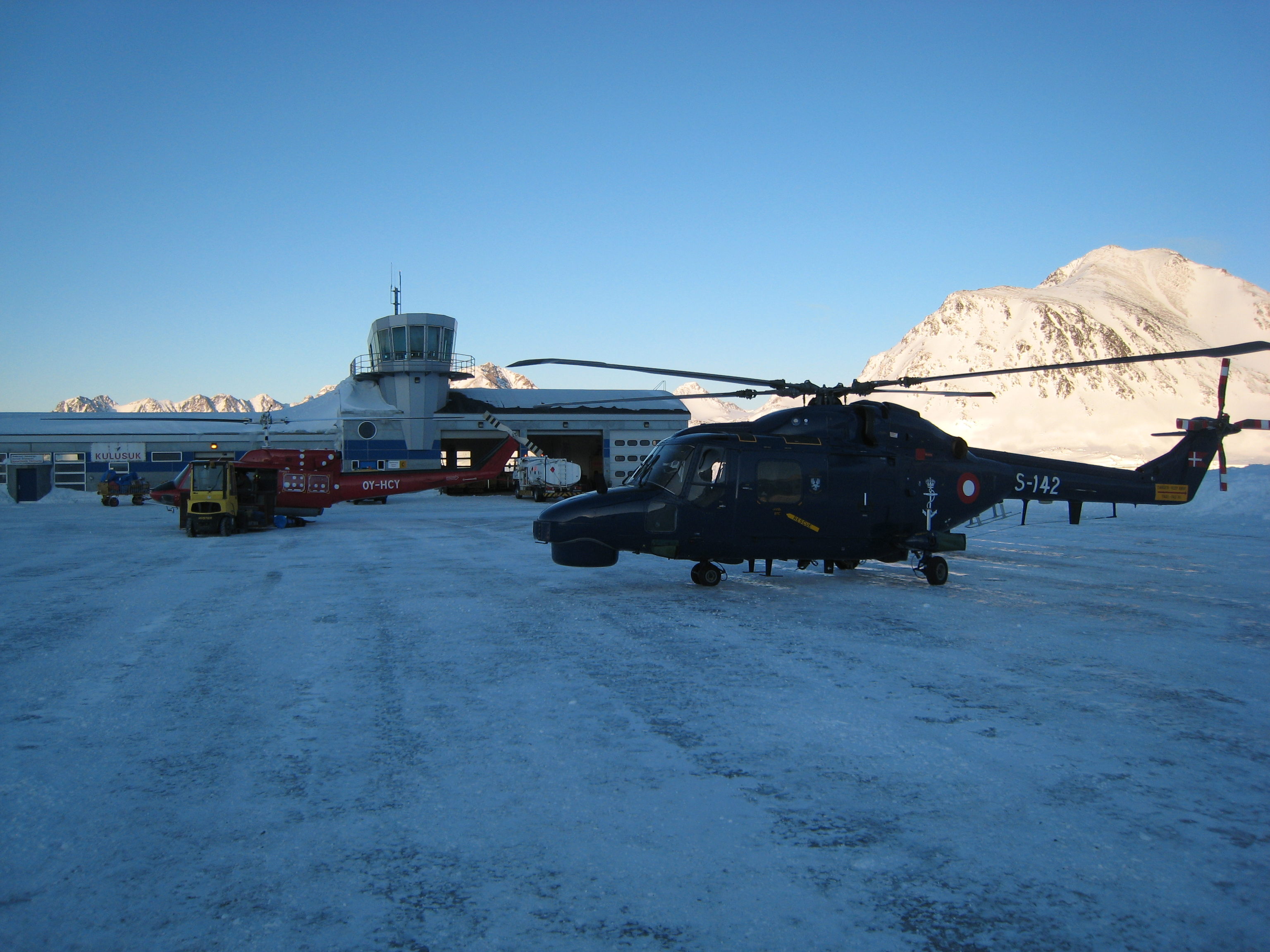